# Pont-de-Metz

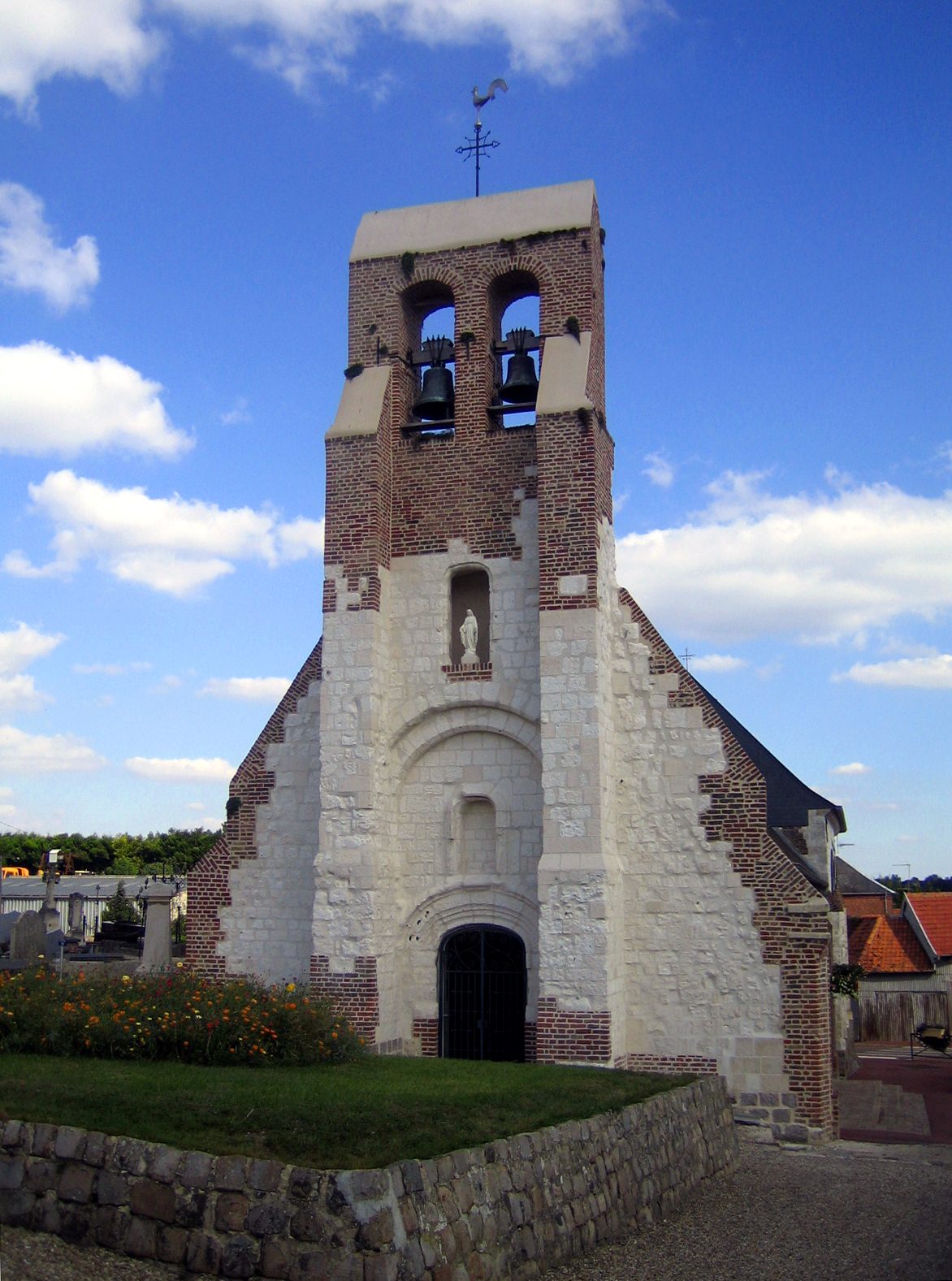
Kerk

Pont-de-Metz is een gemeente in het Franse departement Somme (regio Hauts-de-France) en telt 1827 inwoners (2005). De plaats maakt deel uit van het arrondissement Amiens.

## Geografie
De oppervlakte van Pont-de-Metz bedraagt 7,7 km², de bevolkingsdichtheid is 237,3 inwoners per km².
De onderstaande kaart toont de ligging van Pont-de-Metz met de belangrijkste infrastructuur en aangrenzende gemeenten.

## Demografie
Onderstaande figuur toont het verloop van het inwonertal (bron: INSEE-tellingen).